# Rami Eissa
Rami Hussein Sherif Eissa, född 19 oktober 2002, är en egyptisk taekwondoutövare. 

## Karriär
I juli 2022 tog Eissa silver i 74 kg-klassen vid afrikanska mästerskapen i Kigali efter en finalförlust mot tunisiske Firas Katoussi. I november 2022 tävlade Eissa i 74 kg-klassen vid VM i Guadalajara, där han blev utslagen i åttondelsfinalen av kroatiske Marko Golubić.
I maj 2023 tävlade Eissa i 74 kg-klassen vid VM i Baku, där han blev utslagen i sextondelsfinalen av nigeriske Boubacar Mangue. I november 2023 tog Eissa silver i 74 kg-klassen vid afrikanska mästerskapen i Abidjan efter en finalförlust mot marockanske Haitam Zarhouti.
I mars 2024 tog Eissa silver i 74 kg-klassen vid afrikanska spelen i Accra efter en finalförlust mot nigeriske Aboubacar Mangue Gaya. Han var även en del av Egyptens lag som tog silver i den mixade lagtävlingen.